# 孙志强 (1944年)
孙志强（1944年—），山东乳山人，中国人民解放军中将。

## 生平
早年毕业于中央财政金融学院。后加入中国人民解放军，1983年，升任昆明军区后勤部财务部副部长。次年任昆明军区后勤部财务部部长、解放军总后勤部财务部副部长。1991年，任总后勤部财务部部长。1999年，升任解放军总后勤部副部长。2001年，授中将军衔。